# Антуан III де Лален
Антуан III де Лален (фр. Antoine III de Lalaing; 1588 — 26 сентября 1613) —  5-й граф ван Хогстратен, граф ван Хорн и де Реннебург, барон ван Борселен, Зюйлен, де Лёз и Монтиньи, сеньор де Вим.
Сын Гийома де Лалена, графа ван Хогстратена, и Марии-Кристины д'Эгмонт.
Дворянин Палаты штатгальтера Испанских Нидерландов эрцгерцога Альбрехта VII Австрийского.
В 1612 году продал баронию Зюйлен, близ Утрехта, сеньору Кинетти.
В 1613 году пожалован королём Филиппом III в рыцари ордена Золотого руна.
Жена (1.01.1610): графиня Мария-Маргарита де Берлемон (ум. 17.03.1654), дочь графа Флорана де Берлемона и графини Маргариты де Лален. Вторым браком вышла за графа Луи д'Эгмонта, принца Гаврского.
Детей в браке не было, и владения унаследовал дядя Антуана Шарль III де Лален.